# Acraea turbata
Acraea turbata är en fjärilsart som beskrevs av Le Doux 1923. Acraea turbata ingår i släktet Acraea och familjen praktfjärilar. Inga underarter finns listade i Catalogue of Life.